# Хіллсайдські канібали
«Гіллсайдські канібали» (англ. Hillside Cannibals) — американський фільм жаху 2006 р. режисера Лі Скотта та виробництва студії The Asylum. Фільм має деяку схожість з х/ф Пагорби мають очі, випущеним у тому ж році, його сюжет також включає в себе елементи з інших фільмів, в тому числі Пекло канібалів, Техаська різанина бензопилою і Будинок 1000 трупів. Випущений відразу на відео.

## Сюжет
У 1606 році Соні Бін (Лі Скотт), безжалісний психопат, заробив популярність, як найжорстокіший серійний вбивця в світі, що передував кривавому рахунку Джека Різника за кілька сотень років до нього. У житті Соні був людожером, який захоплював жертви і вбивав їх, бенкетуючи на їхніх трупах після цього.
Його практика триває в сучасності його вихованими нащадками, які живуть у величезних печерах на узбережжі і харчуються плоттю перехожих. перебувати в пошуках плоті. Група молодих людей планує відпочити від насущних проблем і обирає для цього красиву горбисто-гористу місцевість. Незабаром відпочинок молоді переривається нападом на них канібалів, які живуть поблизу в печерах та які вбивають велику частину прибулих людей. З виживанців залишається одна дівчина, яка спочатку намагається визволити з полону канібалів свого хлопця, потім вона зустрічає мисливця, який бажає помститися канібалам за смерть своєї дочки. Разом вони намагаються розправитися над групою канібалів-дикунів.

## Ролі
- Гізер Конфорто — Лінда
- Том Нагель — Білл
- Катайоун Дара — Тоня
- Ваз Андреас — Каллум
- Френк Пачеко — Магнус
- Еріка Робі — Ріана
- Елла Голден — Амбер
- Джастін Джонс — Марк
- Марі Вестбрук — Тог
- Томас Дауні — містер Пратт
- Кріс Енглін — Тед
- Луїс Грем — Шериф Лаклан
- Лі Скотт — Соні Бін/Девід

## Виробництво
Фільм випущений 28 березня 2006 року, щоб скористатись успіхом фільму «У пагорбів є очі» (2006), який вийшов у США 10 березня 2006-го.
Велика увага у фільмі приділена характеру та поведінці канібалів, ніж головним позитивним героям. Вони володіють специфічною мімікою, жестикуляцією, ставленням один до одного. Музичний супровід в переважній своїй частині складається з різного роду ритмічного бою барабанів.
Фільм рясніє жорстокими сценами вбивств, серед яких відрізання всіх пальців руки по черзі, перерубання тіла людини мачете, насаджування в голову сокири, зняття шкіри з обличчя тощо.

## Сприйняття
Загалом фільм отримав негативні відгуки професійних критиків і глядачів. Рейтинг на IMDb становить 2,4/10. Dread Center і HorrorTalk також розкритикували фільм.